# Aleks Ataman & Finik
Aleks Ataman & Finik — российский музыкальный дуэт, основанный в российском городе Ульяновск.
Исполнители по отдельности также выпускают песни и клипы. Среди известных их песен: «Диалоги тет-а-тет», «Ой, подзабыли», «Снежинки», «Девочка-бандитка», «Юра Шатунов», «Широка река» и так далее. Неоднократно попадали во все музыкальные чарты России и СНГ.

## История
Александр и Сергей перед знакомством друг с другом уже исполняли по отдельности песни, выпуская их под своими псевдонимами.
После того, как они начали сотрудничать, их совместные песни обрели вместе с исполнителями значительную популярность.
На данный момент они вместе гастролируют как Aleks Ataman & Finik .

## Синглы

### Aleks Ataman & Finik
| Год  | Название              |
| ---- | --------------------- |
| 2021 | «Шашки по Казани»     |
| 2021 | «У мамы хулиганы»     |
| 2021 | «Диалоги тет-а-тет»   |
| 2021 | «Снежинки»            |
| 2022 | «Девочка бандитка»    |
| 2022 | «Юра Шатунов»         |
| 2022 | «На блатных аккордах» |
| 2022 | «Ой, подзабыли»       |
| 2022 | «Белыми ночами»       |
| 2023 | «Широка река»         |
| 2024 | «Как сладко, ой»      |

### Сольно (Aleks Ataman)
| Год  | Название                                       |
| ---- | ---------------------------------------------- |
| 2019 | «Каждому»                                      |
| 2020 | «Atamanro»                                     |
| 2020 | «Атаманqa»                                     |
| 2020 | «Побуяним»                                     |
| 2020 | «Золотая рыбка»                                |
| 2020 | «Antiwerus» (совместно с Zhuravlev)            |
| 2020 | «Наперегонки»                                  |
| 2020 | «Новогодняя»                                   |
| 2021 | «Скатертью дорожка» (совместно с Dubrovsky)    |
| 2021 | «Последний медляк»                             |
| 2021 | «На этом всё» (совместно с Dubrovsky)          |
| 2021 | «Получай по губам»                             |
| 2021 | «Чёрный Алексей»                               |
| 2021 | «Глаза под капюшон» (совместно с Воскресенким) |
| 2021 | «Лето, лето»                                   |

### Сольно (Finik)
| Год  | Название                                     |
| ---- | -------------------------------------------- |
| 2020 | «Молодость»                                  |
| 2020 | «Навечно»                                    |
| 2020 | «Не гуляй»                                   |
| 2021 | «Фибрами»                                    |
| 2021 | «Помнишь, братан» (совместно с Кондратьевым) |
| 2021 | «Не гоняйте пацаны»                          |
| 2021 | «Наушники»                                   |
| 2021 | «Ой, молодой»                                |
| 2022 | «Караван»                                    |

## Чарты
- ОК чарт (Топ 20)[9]
- Яндекс Музыка (Топ 20)[10]
- Shazam (Топ 20)[10]
- Видеохостинг (Лучшие клипы на YouTube в России за неделю), (Топ 10)[11]
- YouTube Music (Хит-парад, 20 трендовых клипов)[11]